# Domani non siamo più qui
Domani non siamo più qui è un film del 1967, diretto da Brunello Rondi.

## Trama
Gioia è una giovane madre, che sconvolta dalla prematura morte della figlioletta Lilith viene accolta dal fratello Axel e da sua moglie Marina in una villa sulla costiera amalfitana. Nello stesso luogo sono ospiti anche Grazia, Leonora, Rico e Dionigi, un giovane studente. Gioia evidenzia un comportamento instabile che imbarazza gli ospiti e genera qualche contrasto fra di essi, convincendo Leonora e Rico a lasciare la villa. Axel, molto affezionato alla sorella ma incapace di curarne l'umore volubile e malato, dopo poco, dichiarando la necessità di partire per Roma per impegni di lavoro, lascia la villa.
Nei tentativi di Gioia, da tempo separata dal marito, di avvicinarsi ai rimanenti ospiti, emerge la sua capacità di coinvolgere nella sua stessa inquieta situazione comportamentale le persone che le stanno intorno, attraendole nel vortice dei suoi timori e della sua passionalità: Corrado, il medico che inizialmente l'aveva curata nei postumi di un attacco isterico e ne era divenuto l'amante, viene successivamente respinto. Anche Dionigi, lo studente, viene attratto da Gioia, che gli provoca notevoli turbamenti ed ansie, causando nel frattempo la partenza di Marina dalla villa, stanca di sopportare una tale situazione.
Dopo una travagliata quanto breve relazione, Gioia e Dionigi si lasciano.